# Фюрстенфельд (округ)
Фюрстенфельд (нем. Bezirk Fürstenfeld) — округ в Австрии. Центр округа — город Фюрстенфельд. Округ входит в федеральную землю Штирия. Занимает площадь 263,82 км². Население 23 001 чел. Плотность населения 81 человек/кв.км.
Город расположен у самой границы с Венгрией. Является региональным культурным центром, где ежегодно (в основном в весенний сезон) проводятся ярмарки и базары. Популярностью среди всех штирийцев пользуется ежегодный бал в Фюрстенфельде.
О городе написано несколько фольклорных и австрийских поп-песен, самой популярной из которых является «Фюрстенфельд» группы (нем. S.T.S.). В песне идет речь о несовместимости жизни в австрийской столице и прекрасном городке на юге. Изюминкой является сильный штирийский диалект, который лишь слегка напоминает немецкий язык.

## Административные единицы
1. Альтенмаркт-Фюрстенфельд
2. Бад-Блумау
3. Бургау
4. Фюрстенфельд
5. Гросштайнбах
6. Гросвильферсдорф
7. Хайнерсдорф
8. Ильц
9. Лойперсдорф-Фюрстенфельд
10. Нестельбах-им-Ильцталь
11. Оттендорф-ан-дер-Ритшайн
12. Зёхау
13. Штайн
14. Иберсбах